# Ломмель
Ломмель (нід. і лімб. Lommel) — місто у бельгійській провінції Лімбург, яка розташована на сході північної частині Бельгії — Фландрії.
Місто знаходиться на південь від Ейндговена, прямо на кордоні з Нідерландами.
У Ломмелі знаходиться найбільше німецьке військове кладовище у Європі, на якому у 1946—1949 роках було перепоховано понад 39 тисяч німців, які загинули під час Другої світової війни на території Бельгії та у прилеглих районах Німеччини.
Цинкова фабрика, яка діяла недалеко від міста з 1902 року призвела до появи у цій місцевості піщаної пустелі.